# Stoebe muirii
Stoebe muirii là một loài thực vật có hoa trong họ Cúc. Loài này được Levyns miêu tả khoa học đầu tiên năm 1937.